# チャトラサール

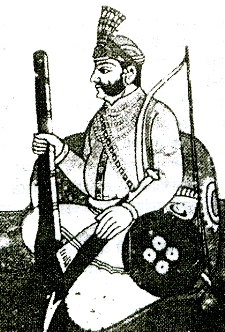
チャトラサール

チャトラサール（ヒンディー語：छत्रसाल, Chattrasal, 1649年5月4日 - 1731年12月20日）は、北インド、ブンデールカンド地方の領主。チャタルサール（Chattarsal）とも呼ばれる。
ラージプートの戦士であったチャトラサールは、ムガル帝国のアウラングゼーブの治世を通して抵抗し、パンナーを拠点に一大勢力を築き上げた。これはのちにイギリス保護下のパンナー藩王国となった。
晩年、マラーター王国宰相バージー・ラーオに娘マスターニーを嫁がせ、その舅となった。これにより、マラーター同盟の諸侯の一人としても扱われる。
現在のマディヤ・プラデーシュ州チャタルプル県の都市チャタルプルは、彼の名チャトラサールに由来する。

## 生涯

### シヴァージーとの出会い

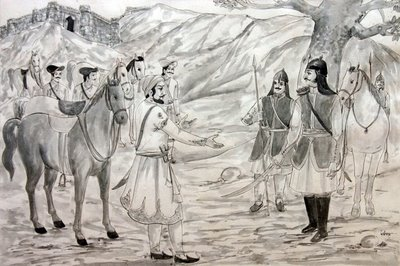
シヴァージーと面会するチャトラサール

1649年5月4日、チャトラサールはオールチャー王国の一族チャンパト・ラーイとラール・クンワルの息子として生まれた。その系譜はオールチャー王ルドラ・プラタープにさかのぼることが出来る。
当時、ブンデールカンド地方はムガル帝国の支配下にあり、オールチャー王国をはじめとする諸国はその従属下にあった。アクバル以来、帝国には長らく宗教融和が保たれていたが、アウラングゼーブの時代に入るとその融和は崩れていった。
チャトラサールに大きく影響を与えたのはマラーターの指導者（のちにマラーター王国の創始者）たるシヴァージーであった。1670年12月、チャトラサールは彼に直接面会し、いろいろと助言を受けた。

### 帝国への反乱
こうして、1671年にチャトラサールは帝国に対して反旗を翻し、長期的な戦いを挑むこととなった。この反乱を起こした時、彼の兵士は騎士5人と剣士25人だった。
その後、10年の間にチャトラサールはパンナーを拠点に東西に領域を広げ、カールピーやサーガルなどブンデールカンドの広大な領域を支配していた。その過程で帝国は多くの武将を派遣してきたが、これをことごとく打ち破った。
1680年、チャトラサールがマホーバーを占拠した年、マラーター王となっていたシヴァージーは死去した。1681年以降、アウラングゼーブはマラーター追討のためにデカン地方へと遠征したため（デカン戦争）、チャトラサールの領域は維持された。

### 帝国との和平
1707年、アウラングゼーブはデカンのアフマドナガルで死亡し、その息子バハードゥル・シャー1世が帝位を継承すると、彼がヒンドゥーの王国に対して寛容な態度を示したこともあり、チャトラサールはその忠実な封臣となった。これにより、チャトラサールのブンデールカンドの領域はその支配を認められるところとなった。
1712年、バハードゥル・シャー1世の息子ジャハーンダール・シャーが帝位を継承し、ズルフィカール・ハーンが実権を握った際もその懐柔策に応じている。

### バージー・ラーオとの婚姻関係

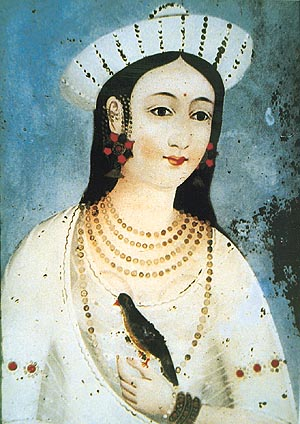
マスターニー

1727年から1728年にかけて、ムガル帝国のアラーハーバード知事ムハンマド・ハーン・バンガシュがチャトラサールの領域に攻め入り、チャトラサールとその家族は捕らわれてしまった。そのため、チャトラサールはマラーター王国の宰相バージー・ラーオに救出を求めた。
バージー・ラーオは救援に赴き、ムハンマド・ハーン・バンガシュの軍勢を追い払い、チャトラサールを救出した。チャトラサールはこれに大変喜び、カールピー、ジャーンシー、サーガルといった自身の領域三分の一を割譲したばかりか、自身の娘マスターニーをバージー・ラーオに嫁がせた。これにより、チャトラサールはマラーター同盟の諸侯の一人として、ブンデーラー候となった。
歴史家ダッタトラーヤ・ガネーシュ・ゴードセーによると、チャトラサールとバージー・ラーオの仲は親密で、実の父子のようであったという。

### 死
1731年12月20日、チャトラサールはその長い生涯を終えた。その地位は息子や孫に引き継がれ、彼らはブンデーラー候としてマラーター同盟の諸侯の一角を占め、イギリスの従属下ではパンナー藩王国として1947年まで存続した。
1760年、第三次パーニーパトの戦いにアフガン勢力との抗争に参加して戦死したゴーヴィンド・パント・ブンデーラーはチャトラサールの一族にあたる人物であった。